# Makloševac
Makloševac  je selo u Hrvatskoj, regiji Slavonija u Osječko-baranjskoj županiji i pripada gradu Našice.

## Zemljopisni položaj
Makloševac se nalazi na 45° 28' 12" sjeverne zemljopisne širine i 18° 6' 56" istočne zemljopisne dužine te na 175 metara nadmorske visine i na sjevernim obroncima Krndije. Kroz Makloševac prolazi lokalna cesta Našice- Ceremošnjak- Granice- Rozmajerovac. Makloševac se nalazi uz umjetno jezero Lapovac. Sjeverozapadno od sela nalazi se grad Našice, sjeverno Markovac Našički, sjeveroistočno Vukojevci a jugozapadno Ceremošnjak. Pripadajući poštanski broj je 31500 Našice, telefonski pozivni 031 i registarska pločica vozila NA (Našice). Površina katastarske jedinice naselja Makloševac je 7, 91 km·102 i pripada katastarskoj općini Ceremošnjak. 

## Stanovništvo
| broj stanovnika |       |       |       |       |       |       |       | 68    | 113   | 153   | 166   | 154   | 136   | 157   | 158   | 130   | 114   |
|                 | 1857. | 1869. | 1880. | 1890. | 1900. | 1910. | 1921. | 1931. | 1948. | 1953. | 1961. | 1971. | 1981. | 1991. | 2001. | 2011. | 2021. |

Prema prvim rezultatima Popisa stanovništva 2011. u Makloševcu je živjelo 143 stanovnika u 55 kućanstva.

## Vanjska poveznica
- http://www.nasice.hr/

.